# Tridelta
Tridelta é um género botânico pertencente à família das orquídeas (Orchidaceae).